# Motta Baluffi
Motta Baluffi é uma comuna italiana da região da Lombardia, província de Cremona, com cerca de 968 habitantes. Estende-se por uma área de 16 km², tendo uma densidade populacional de 61 hab/km². Faz fronteira com Cella Dati, Cingia de' Botti, Roccabianca (PR), San Daniele Po, Scandolara Ravara, Torricella del Pizzo.

## Demografia
| Variação demográfica do município entre 1861 e 2011                               |
|                                                                                   |
| Fonte: Istituto Nazionale di Statistica (ISTAT) - Elaboração gráfica da Wikipedia |